# Platja de La Vallina
La platja de La Vallina, també anomenada com «El Gallo» està situada en el concejo asturià de Cudillero i pertany a la localitat de Valdredo. Forma part de la Costa Occidental d'Astúries i està catalogada com a Paisatge protegit, ZEPA i LIC.

## Descripció
Aquesta llarguíssima platja està envoltada per un entorn verge i l'accés directe és impossible. No obstant això, l'accés a peu i a través de les platges veïnes a la seva zona oriental és bastant fàcil després de recórrer un camí d'uns tres quilòmetres. El seu entorn és rural, de perillositat baixa així com el seu grau d'ocupació. Per això és gairebé visitada només per pescadors.
Per arribar a ella cal localitzar el nucli urbà de Valdredo. Des d'allí cal dirigir-se a la veïna Platja de Peña Doria i solament durant la baixamar. L'altre accés és des de la Platja dels Campizales. La Platja de la Vallina està limitada a l'est per la Platja de La Cueva i a l'oest per la «Punta del Esquilón»